# Fundación Uncastillo
La Fundación Uncastillo Centro del Románico es una entidad privada sin ánimo de lucro cuyo principal objetivo es la mejora de la realidad socioeconómica de la villa de Uncastillo (Zaragoza, España) y la comarca de las Cinco Villas, mediante la intervención y gestión integral en el patrimonio cultural, utilizándolo como recurso para el desarrollo de actuaciones económicas, armónicas con el entorno y sostenidas en el tiempo.

## Historia
La Fundación Uncastillo surge ante la necesidad de afrontar el grave problema de la despoblación que experimenta la localidad de Uncastillo durante la segunda mitad del siglo XX. De los casi 4.000 habitantes con los que contaba en 1940, se ha pasado a poco más de 600 en la actualidad. Las consecuencias, además de las propiamente sociales como pérdidas de servicios, comercios, empresas y envejecimiento de la población, se dejaron sentir sobre el rico patrimonio cultural uncastillero en forma de abandono y progresivo deterioro.

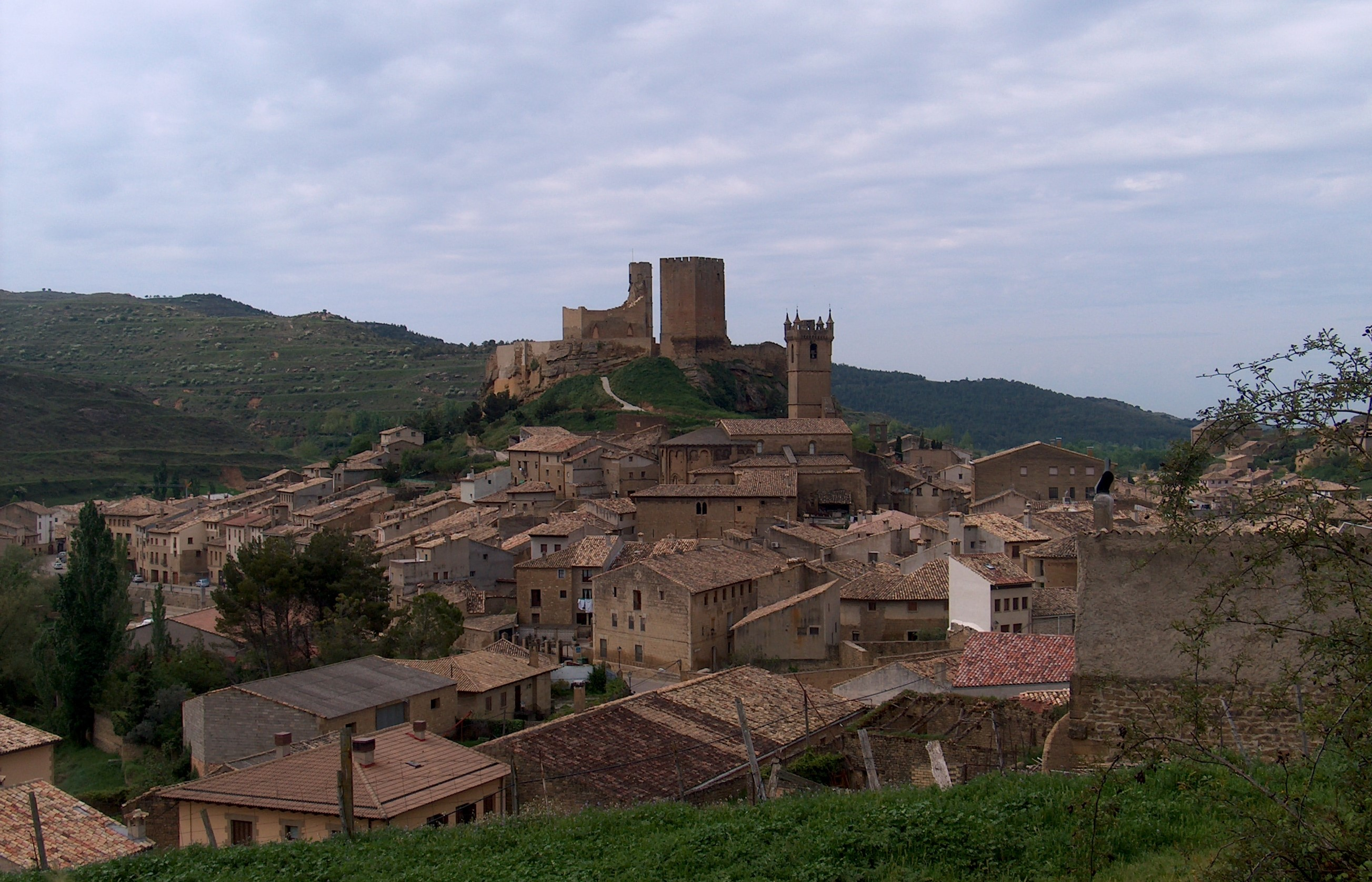
Uncastillo, Conjunto Histórico Artístico desde 1966

Uncastillo es una localidad situada en el norte de la provincia de Zaragoza, en la Comunidad Autónoma de Aragón. Fue declarada en 1966 Conjunto Histórico Artístico, por las características de su trazado urbano medieval, y la profusión de arquitecturas monumentales como 6 iglesias románicas (Santa María, San Martín, San Miguel, San Felices, San Juan y San Lorenzo) una iglesia panteón decorada con pinturas murales renacentistas (San Andrés), una casa consistorial renacentista con la fachada decorada con esculturas representando a las siete virtudes, una fortaleza de origen románico con ampliaciones góticas, el barrio de la judería, y en su entorno dos ermitas románicas (Virgen de la Leche y Santa Quiteria) torres defensivas medievales (Sibirana, Peña Mira) y el importante yacimiento arqueológico de Los Bañales.
Los inicios de la Fundación Uncastillo hay que buscarlos en la Asociación Cultural La Lonjeta, creada a finales de los años 80 del pasado siglo con el objetivo de mantener vivas las tradiciones culturales de Uncastillo y ser un revulsivo ante el progresivo estado de deterioro de sus principales elementos patrimoniales. Tras diez años de actividad, la asociación decide dar un paso adelante y alguno de sus miembros constituyen la fundación, como fórmula legal y organizativa más adecuada para emprender retos de mayor envergadura encaminados a aprovechar el gran recurso que es la riqueza patrimonial de Uncastillo, como generador de desarrollo económico, social y cultural.

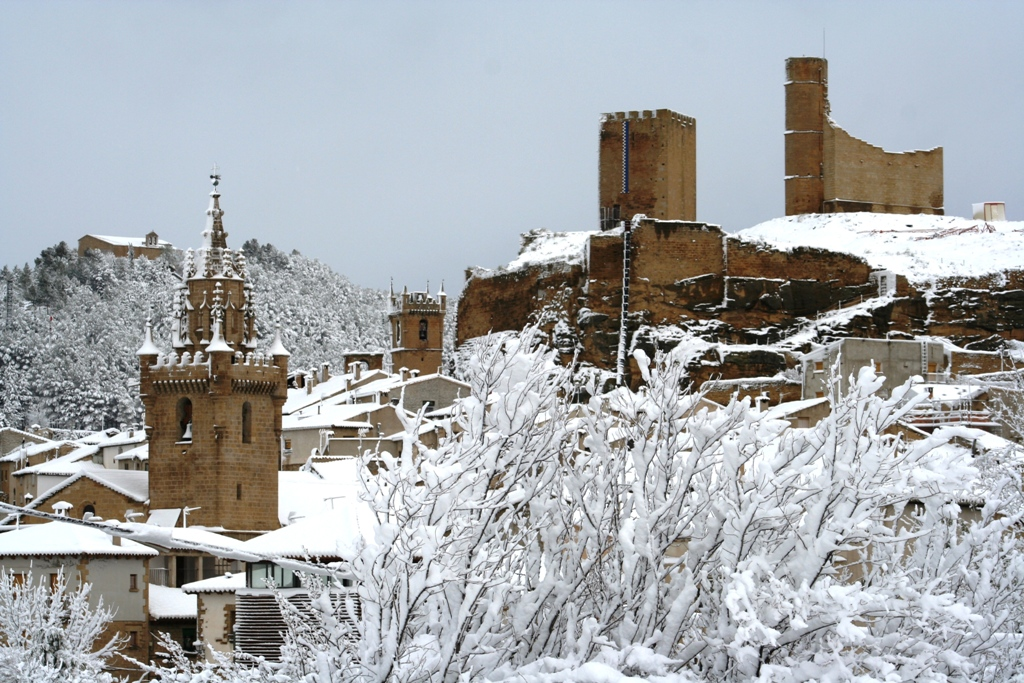
Vista de Uncastillo: Santa María, San Andrés, San Martín y fortaleza. Al fondo, San Cristóbal

La Fundación Uncastillo inicia su actividad en 1998, apoyada y respaldada por los vecinos de Uncastillo, algunos comercios y empresas locales e instituciones como la Diputación Provincial de Zaragoza, el Gobierno de Aragón y el Ayuntamiento de Uncastillo.
Las primeras actuaciones se centraron en actuar sobre el patrimonio que requería urgente intervención, como el castillo, la lonja medieval e iglesia de San Miguel, sede de la Fundación desde 2003, los restos románicos de San Lorenzo, sinagoga y el yacimiento de Los Bañales. La actividad cultural y la organización de cursos y encuentros relacionados con la puesta en valor del patrimonio cultural, también han sido una de las prioridades a lo largo de estos decenios.

## Objetivos fundacionales
• Promover la conservación, restauración, mantenimiento y difusión del Conjunto Histórico de Uncastillo.

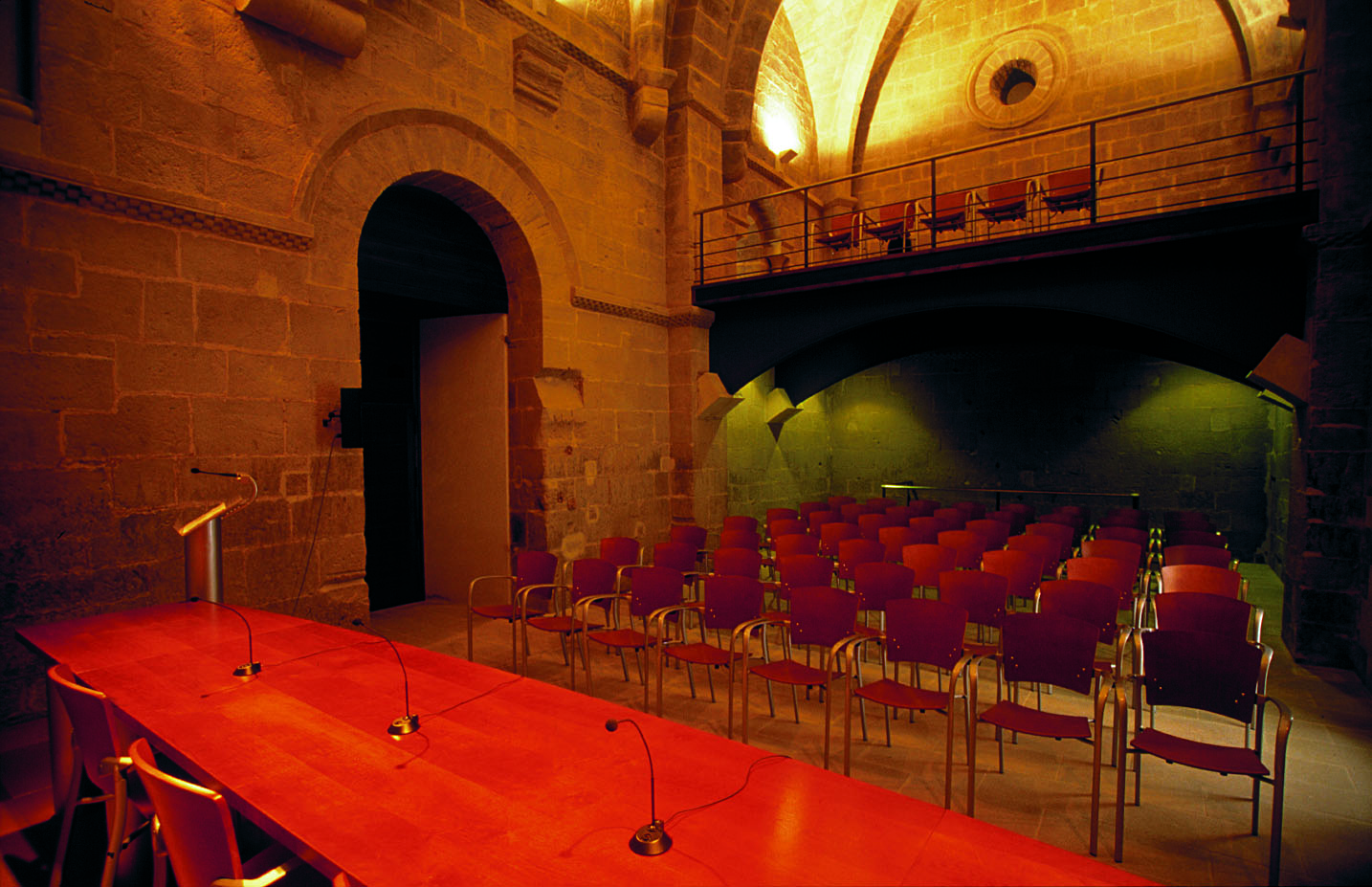
Salón de Congresos. Iglesia de San Miguel

• Impulsar cuantas actividades culturales y económicas sean necesarias para estudiar, conservar, restaurar, mantener y potenciar el patrimonio natural de Uncastillo y la comarca de las Cinco Villas, con una especial dedicación al arte románico.
• Divulgar a nivel nacional e internacional las actividades de la entidad, mediante el intercambio de publicaciones, investigaciones y experiencias, incluso conectando la actividad con otros municipios, centros similares o asociaciones existentes en otras comunidades o países con inquietudes afines a las expresadas en sus estatutos.
• Fomentar y colaborar con la Administración en las tareas de índole social que faciliten el mantenimiento y acrecentamiento de la población en Uncastillo y la comarca, asumiendo programas de formación y empleo.

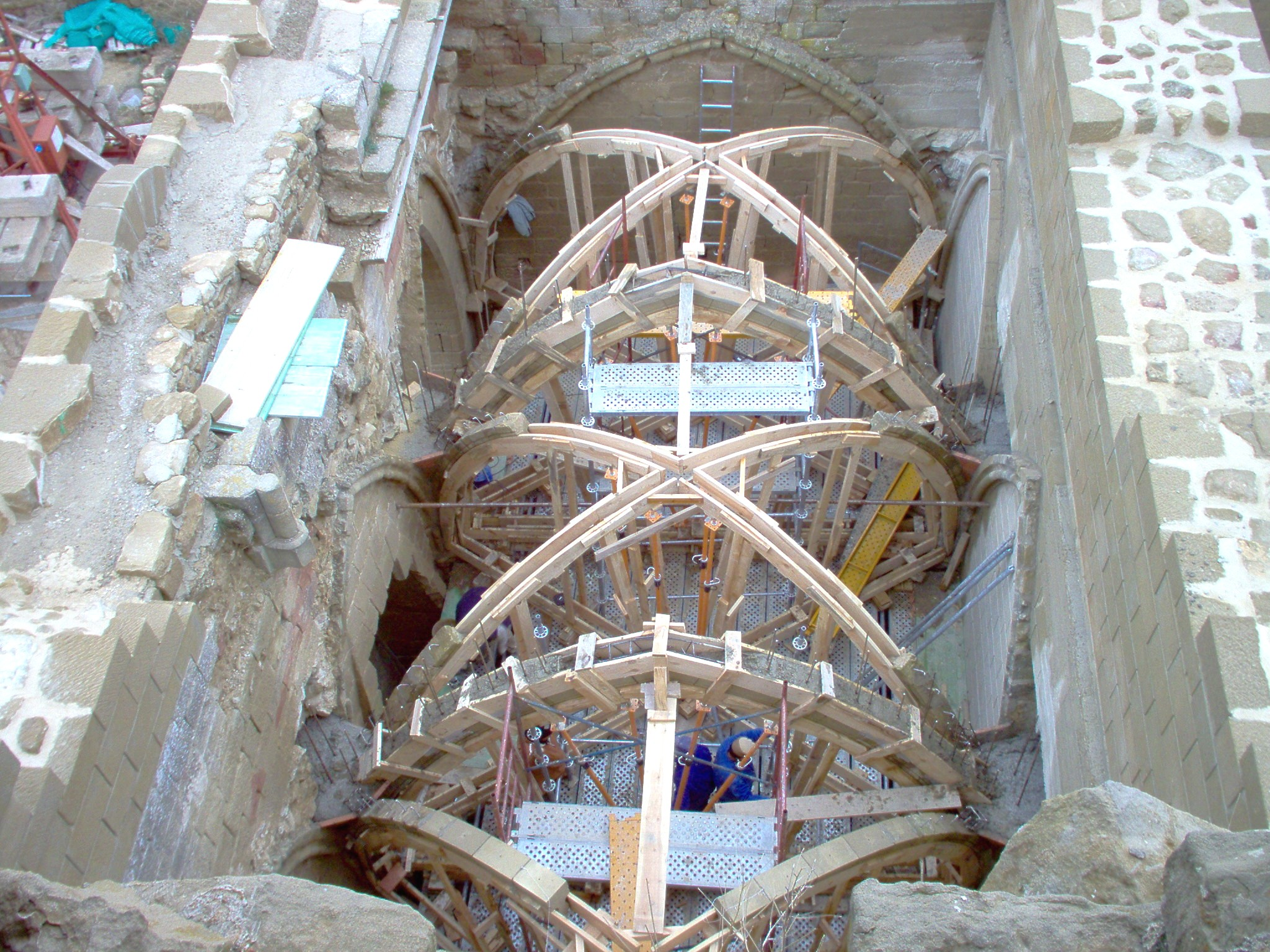
Rehabilitación del Palacio de Pedro IV en la fortaleza de Uncastillo

• Facilitar las actividades universitarias y de entidades culturales de ámbito nacional e internacional en relación con la divulgación del patrimonio cultural en general, y del románico y medieval en particular.
• Fomentar la creación y promoción de pequeñas y medianas empresas relacionadas con actividades culturales, turísticas y artesanales que propicien el desarrollo sostenible de la zona.
• Redactar y actualizar planes y programas de desarrollo endógeno y sostenible para enmarcar racionalmente las actuaciones de carácter público o privado.

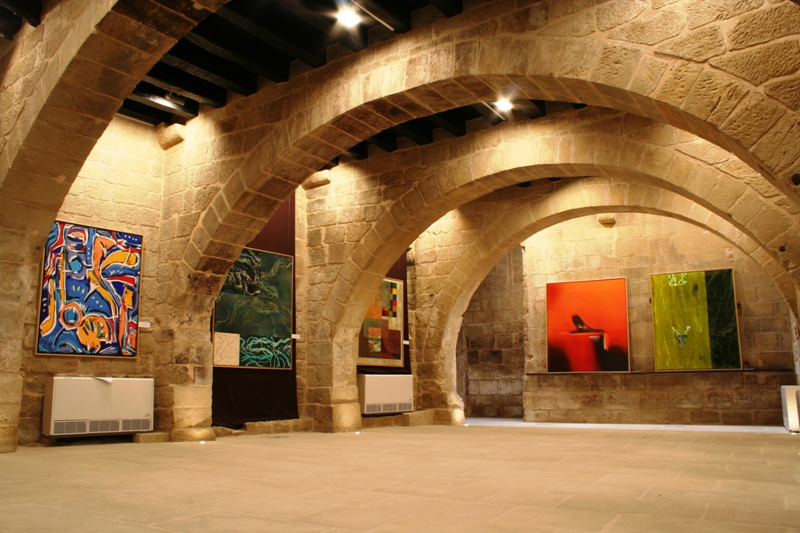
Lonja. Sede de la Fundación Uncastillo y sala de exposiciones

• Proponer la elaboración de un modelo piloto de ecodesarrollo con fuerte contenido cultural y participativo en tomo al patrimonio y a la naturaleza que pueda servir de modelo en zonas rurales con rico patrimonio cultural y natural.
• Apoyar y promover la valorización del patrimonio, integrándolo progresivamente hasta llegar a impregnar las diferentes actividades socioeconómicas de Uncastillo y la zona, buscando igualmente la consolidación de la oferta turística, fomentando y creando infraestructuras para actividades culturales y de ocio.
• Realizar cursos, jornadas, seminarios, etc, de formación del profesorado, formación de emprendedores, empresarios, equipos sociales o cualesquiera otros relacionados con los fines de la Fundación.

## El Patronato
Al surgir desde una asociación, la estructura del patronato de la Fundación Uncastillo es singular respecto a otras fundaciones vinculadas con el patrimonio cultural, en gran medida promovidas desde las instituciones públicas. El patronato de la Fundación Uncastillo está conformado por treinta patronos, ciudadanos nacidos o vinculados emocionalmente con Uncastillo, que aportan su tiempo y saber profesional para la generación y gestión de proyectos, y cuatro pequeñas empresas locales. Ostenta la presidencia el presidente de la Diputación Provincial de Zaragoza y la vicepresidencia el alcalde de Uncastillo. Esta estructura tiene la ventaja de dar gran independencia al patronato, distanciándolo de intereses ajenos a sus objetivos fundacionales. Por el contrario le exige un gran esfuerzo para la obtención de recursos económicos y apoyo para sus proyectos.

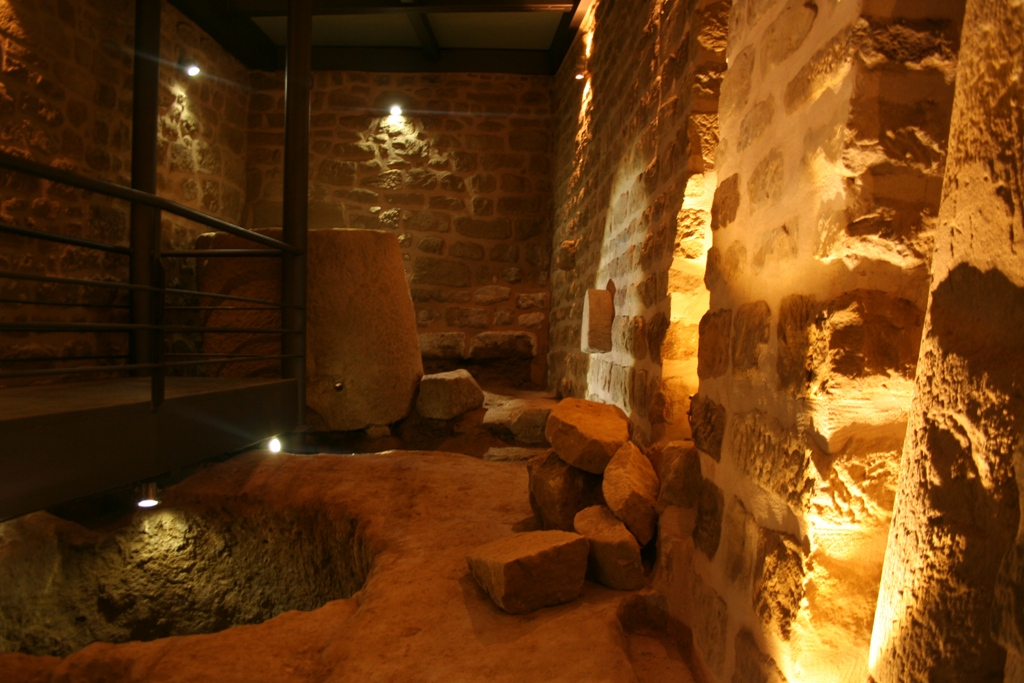
Sinagoga de Uncastillo

## Metodología de trabajo
La metodología de trabajo parte del esquema simple, y por ello efectivo, del reconocer, analizar, actuar y revisar. En primer lugar se ha de «reconocer» el problema, y decimos re-conocer porque a veces ha estado siempre presente pero no hemos sido capaces de verlo. A continuación pasamos a su «análisis», es decir a estudiar el problema y plantear soluciones viables. Seguidamente viene la «actuación», con la puesta en práctica de las propuestas. Y, finalmente, la «revisión» que nos permitirá, después de un prudencial tiempo, comprobar si estamos consiguiendo los objetivos y si es necesario plantear correcciones. Si así fuera, volvemos a la fase de análisis y propuesta de actuaciones, reactivando el ciclo.
La materialización de esta metodología se manifiesta en una primera fase de estudio e investigación sobre el bien patrimonial para proceder a su protección, restauración o rehabilitación, si fuera necesario. A continuación viene la gestión del bien, mediante su explotación adecuada y sostenible, rentabilizando la inversión y fomentando la actividad económica y educativa, y por último valoramos los efectos de desarrollo sobre otros entornos, como los sectores hosteleros, el comercio local, el impacto sobre el empleo, la concienciación de la población local y la generación de ilusión por el futuro.

## Actividades relacionadas con la rehabilitación de edificios monumentales

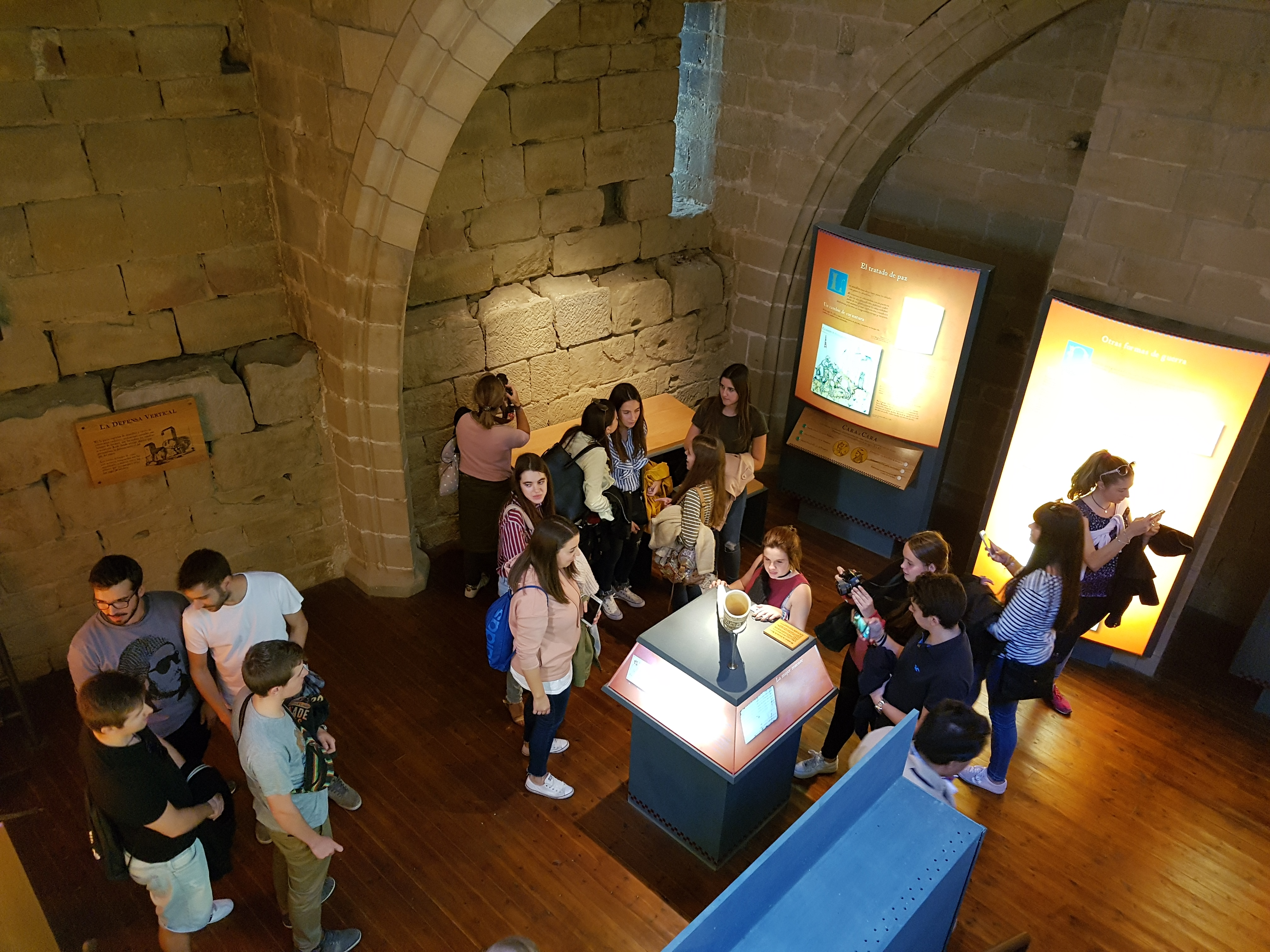
Museo de la Torre. Fortaleza de Uncastillo

Museo de la Torre: Está ubicado en la fortaleza medieval sobre la Peña Ayllón, en la denominada torre del homenaje. La misma, muy deteriorada como consecuencias de las guerras carlistas del siglo XIX, fue restaura por Fernando Chueca Goitia en la década de los años 70 del pasado siglo. En 2001 la Fundación Uncastillo firmó un acuerdo de colaboración con el Ayuntamiento con la finalidad de poner en explotación este recurso patrimonial. Se diseñaron los sistemas de acceso a cada una de las plantas, se colocó la instalación eléctrica y se habilitó en su interior un centro de interpretación de la fortaleza. Consta de tres plantas donde se suceden diversas temáticas con un documental Piedra sobre piedra que nos recibe en la planta baja, pasando posteriormente a la segunda planta donde se explican las técnicas constructivas de época medieval. En la tercera planta se nos habla de la Guerra y la Paz en la Edad Media. Por último se puede acceder a la terraza que nos ofrece una vista sin igual de la villa y su entorno.
Palacio de Pedro IV: Junto al Museo de la Torre , dentro del recinto de la fortaleza, se alza el Palacio de Pedro IV. Denominado así porque fue este monarca quién ordenó a Blasco Aznarez de Borau, a mediados del siglo XIV, la  reforma de un torreón preexistente del siglo XI. El palacio tenía dos plantas, divididas en tres tramos cubiertos con bóvedas de crucería y con ventanales góticos y una magnífica torre octogonal que servía como escalera del edificio. En 2002 se comenzó su rehabilitación, utilizando la técnica de la anastilosis. Las obras finalizaron en 2007, formando actualmente un complemento del Museo de la Torre en la zona noble de la fortaleza de Uncastillo.

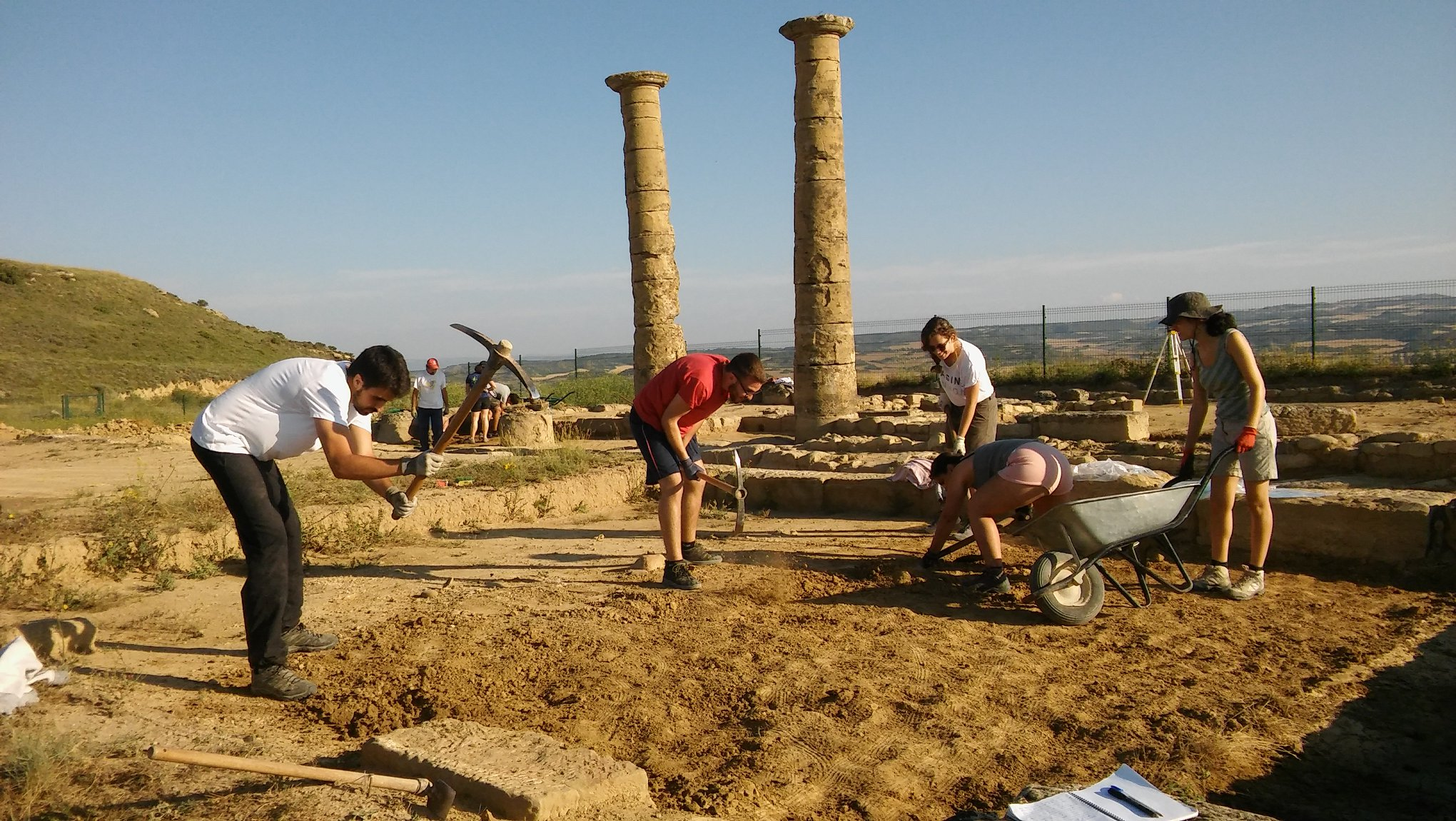
Excavaciones en la ciudad romana de Los Bañales

La Lonja Medieval. Edificio construido en 1283 para ser utilizado como Hospital Medieval. Posteriormente se dedicó a Lonja por su situación próxima a la Plaza del Mercado. En el siglo XVIII parte de su estructura fue modificada para dedicarse a vivienda. En el año 2001 fue adquirida por la Fundación Uncastillo. Su estado era prácticamente de ruina cuando la Fundación comenzó su rehabilitación. Del antiguo edificio se han recuperado las dos naves de su planta baja, divididas a su vez por tres crujías de arcos de medio punto. Uno de sus muros coincide con el de la muralla que rodeaba la villa, por lo que aquí las aberturas de iluminación tienen forma de aspillera en su lado norte. Actualmente la planta baja es sala de exposiciones y las superiores sede de la Fundación Uncastillo.
La iglesia de San Miguel. Construida en la segunda mitad del siglo XII, presenta una nave de cuatro tramos divididos por arcos fajones apuntados que se cubrieron con bóveda de crucería sencilla. Es Bien de Interés Cultural. Una vez desacralizada fue vendida por el obispado de Jaca a particulares. Años después su portada escultórica fue vendida, encontrándose hoy expuesta  en el museo de Bellas Artes de Boston (EE. UU.). La iglesia quedó dividida en dos partes, una se destinó para almacén y la otra a vivienda. En 2001 la zona de almacén fue adquirida por la fundación y rehabilitada, dedicándose a Salón de Congresos con capacidad para unas 80 personas.

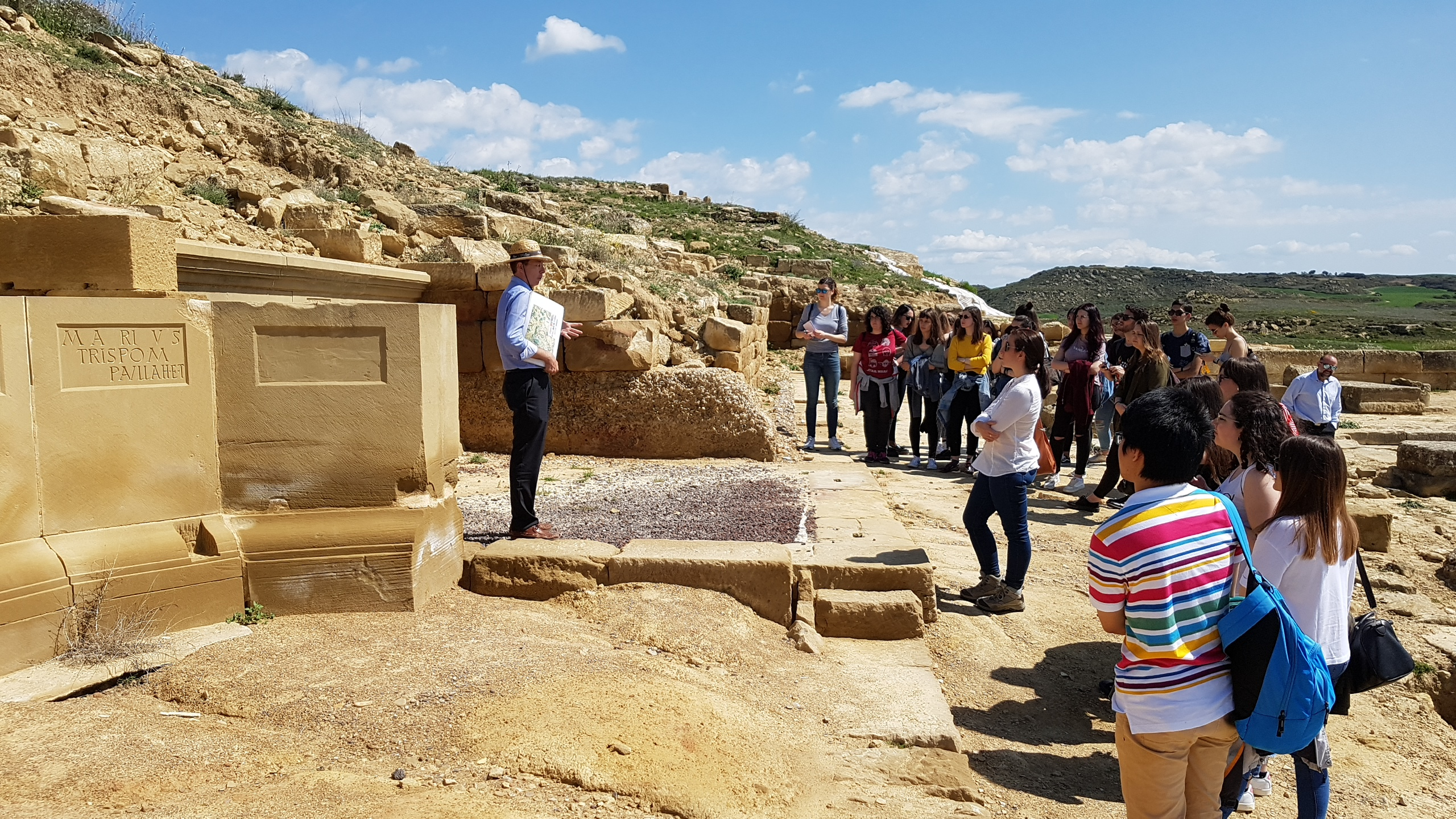
Visita a la ciudad romana de Los Bañales

Restauración de las ruinas románicas de San Lorenzo. Templo levantado a mediados del XII, estuvo bajo la encomienda de la Orden del Temple. Ya presentaba estado de ruina en 1610 cuando fue visitado por el geógrafo Juan Bautista Labaña. Es de nave única con ábside semicircular del que se conservan pocas hiladas. Los muros norte  y oeste han desaparecido. Se mantiene en pie parte del muro sur donde se encuentra la portada de dos arquivoltas y tímpano esculpido con el martirio del santo titular. No tenía acceso al público por ser propiedad privada. La Fundación Uncastillo Centro del Románico acordó con los propietarios  la cesión de uso durante 30 años, con lo que ha permitido su restauración y abierto el acceso para el disfrute de los ciudadanos y visitantes de Uncastillo.

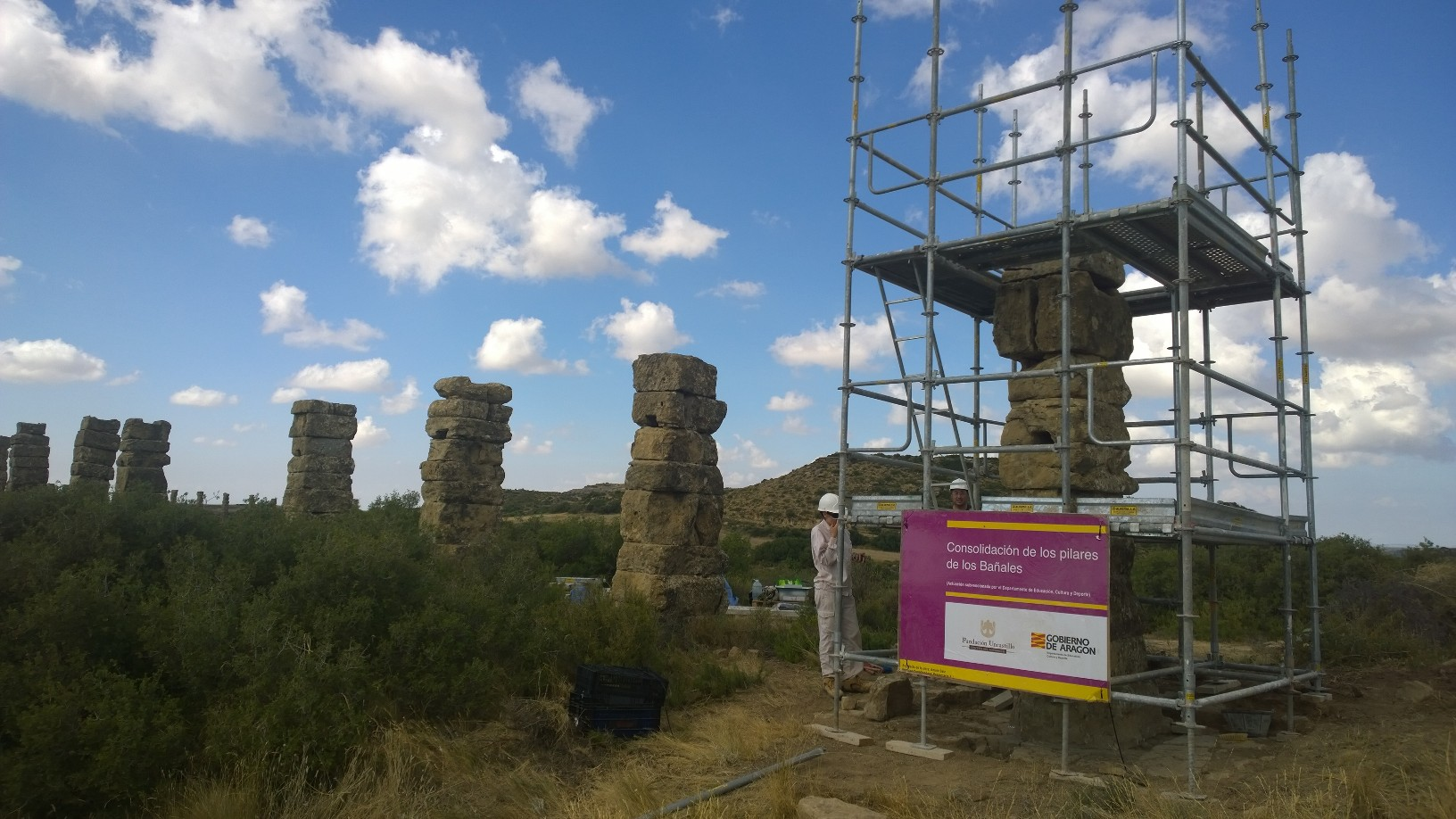
Restauración del acueducto romano de Los Bañales

Yacimiento de Los Bañales. A 10 kilómetros de Uncastillo se encuentra el yacimiento arqueológico de Los Bañales. Las excavaciones han documentado el asentamiento entre el siglo IV a. C. hasta el siglo VIII d. C. Destacan el asentamiento indígena en la zona elevada del Pueyo y las construcciones romanas del Foro, el barrio doméstico-artesanal, el barrio residencial altoimperial, las termas y el acueducto.  Desde 2008 la Fundación Uncastillo desarrolla el Plan de Investigación en colaboración con el Gobierno de Aragón, la Diputación Provincial de Zaragoza, la Comarca de las Cinco Villas, ayuntamientos de la zona y empresas privadas, que ha permitido excavar amplias zonas, restaurar algunas de sus más relevantes estructuras y realizar una intensa labor de investigación y difusión.
Sinagoga. La judería de Uncastillo es una de las mejor conservadas de Aragón. Esto es algo que ya se conocía hace unos años, desde que la Fundación Uncastillo, en colaboración con el Ayuntamiento de la localidad y la Diputación Provincial de Zaragoza, inició el proyecto de recuperación de la historia y el patrimonio judíos de la villa. .Durante este tiempo se ha señalizado la judería, se ha limpiado y acondicionado parte de la necrópolis judía, y se celebran anualmente unas jornadas de difusión de la herencia judía de Uncastillo. Consecuencia de estos trabajos de investigación se adquirió un edificio en la calle Barrio Nuevo en el que tras las excavaciones arqueológicas, se constató que se trataba de la antigua sinagoga. Restaurada en 2011, forma parte de la visita a la judería gestionada por la propia fundación. 

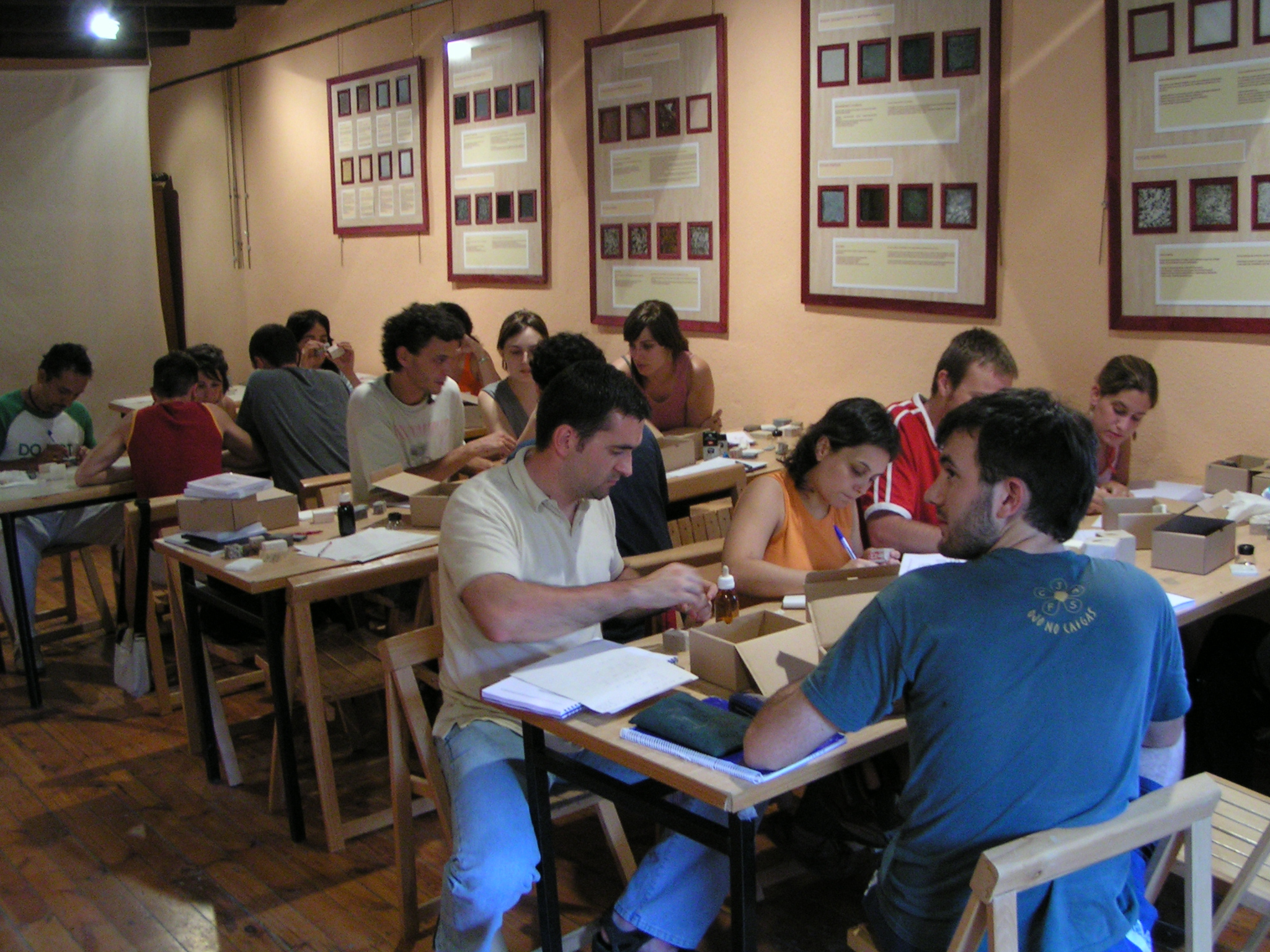
Curso de caracterización y restauración de materiales pétreos

## Programa cultural de la Fundación
La Fundación Uncastillo tiene como uno de sus objetivos principales la difusión y sensibilización del patrimonio que conserva y rehabilita, así como la difusión de las nuevas tendencias en el arte y las referencias culturales. Su oferta cultural ha ido ampliándose y variando a lo largo de los años, destacando:
Cursos:
Curso de Caracterización y restauración de materiales pétreos en arquitectura, escultura y arqueología, organizado con la Universidad de Zaragoza.
Curso de Cultura Medieval, organizado con la Universidad de Zaragoza.
Cursos de Gestión del Patrimonio Antropológico: "La Paleontropología y la Antropología Histórica", organizado con la Universidad de Zaragoza.
Jornadas sobre la pedagogía del patrimonio.
Campos de trabajo y aulas de patrimonio.
...
Jornadas:

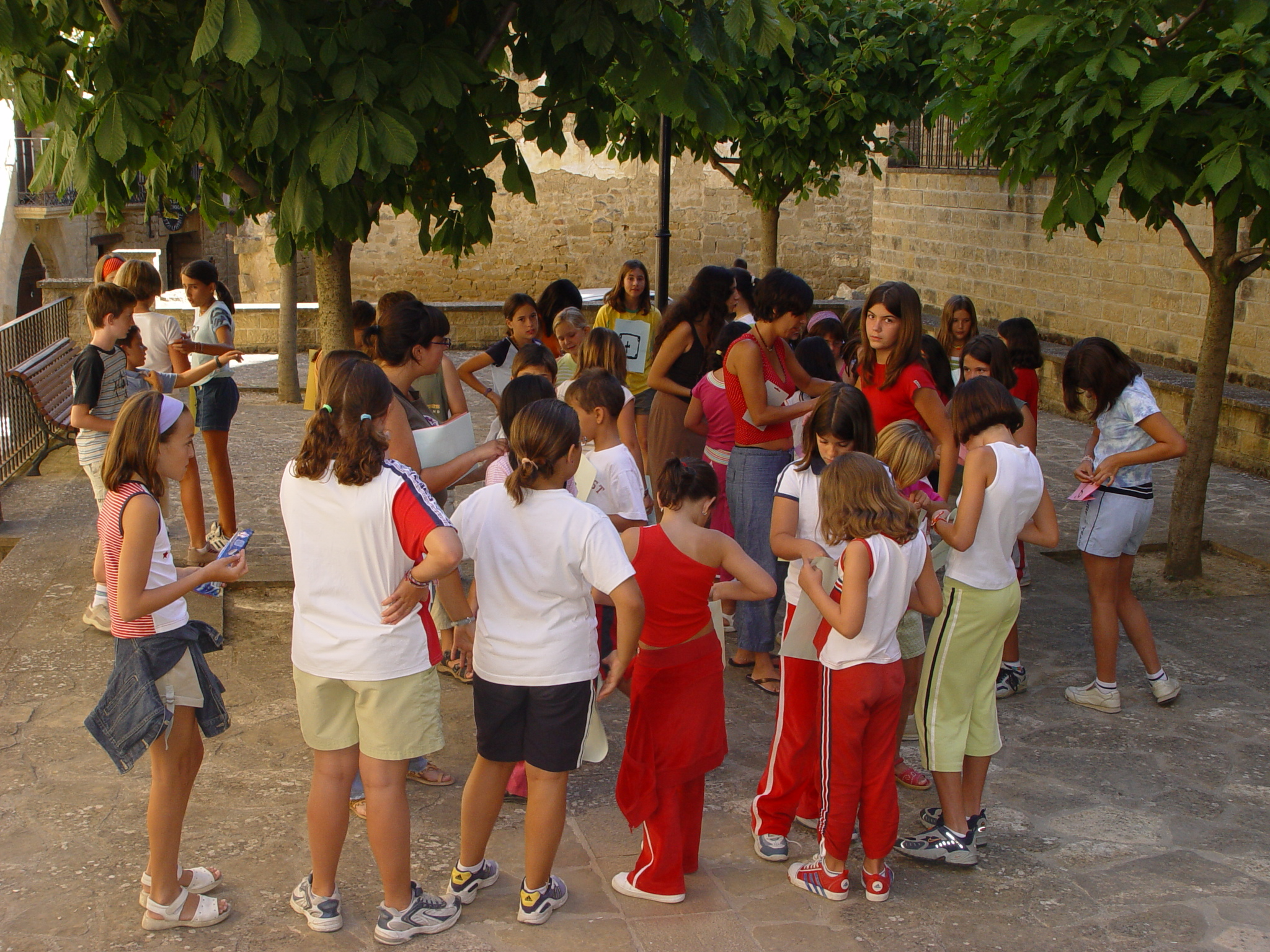
Actividades pedagógicas. Aula de patrimonio

Jornadas de Sensibilización en el Patrimonio Cultural
Foro de Emprendedores de Cinco Villas: Jóvenes e iniciativas económicas en el medio rural.
Encuentra: Encuentro de jóvenes artistas en Uncastillo.
Simposios de escultura, en colaboración con el taller de cantería Olnasa y el Ayuntamiento de Uncastillo.
Jornadas sobre la Herencia Judía en Uncastillo. Pone en relieve el patrimonio judío de Uncastillo.
Concurso de trabajos de investigación Pedro del Frago.

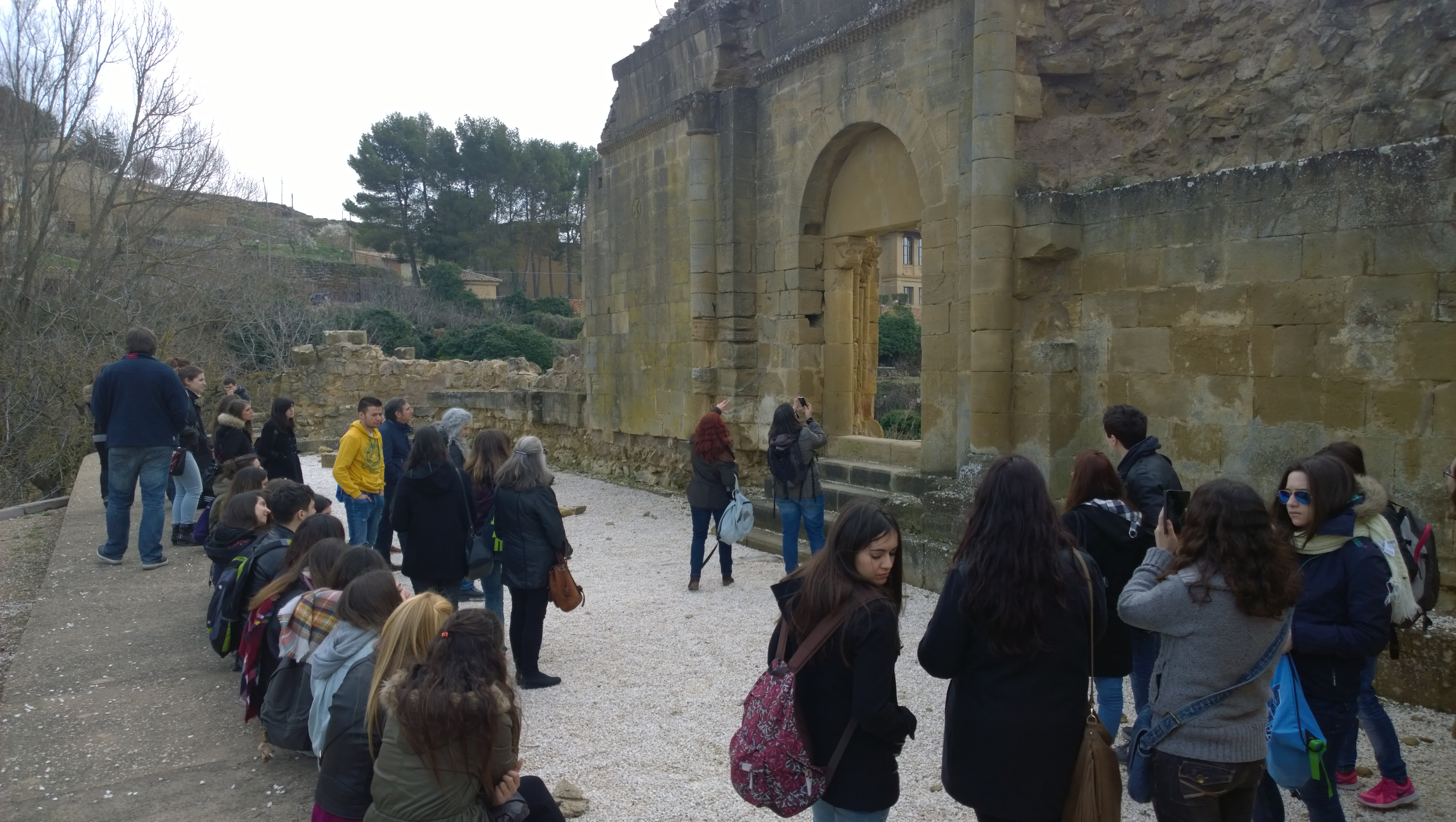
Visita a la iglesia de San Lorenzo

Premios Fundación Uncastillo, para premiar la actividad relevante en relación con el patrimonio de algunas entidades y personas.
...
Gestión del Patrimonio.
Museo de la Torre. Visitas todos los fines de semana del año y durante todos los días durante los meses de verano. Visitas para grupos cualquier día del año previa petición.
Judería y sinagoga. Visitas todos los fines de semana del año y festivos. Visitas para grupos cualquier día del año previa petición.
Salón de Congresos de San Miguel. Espacio adaptado para la celebración de conferencias y reuniones.
Sala de exposiciones de La Lonja.
...

## Otros proyectos

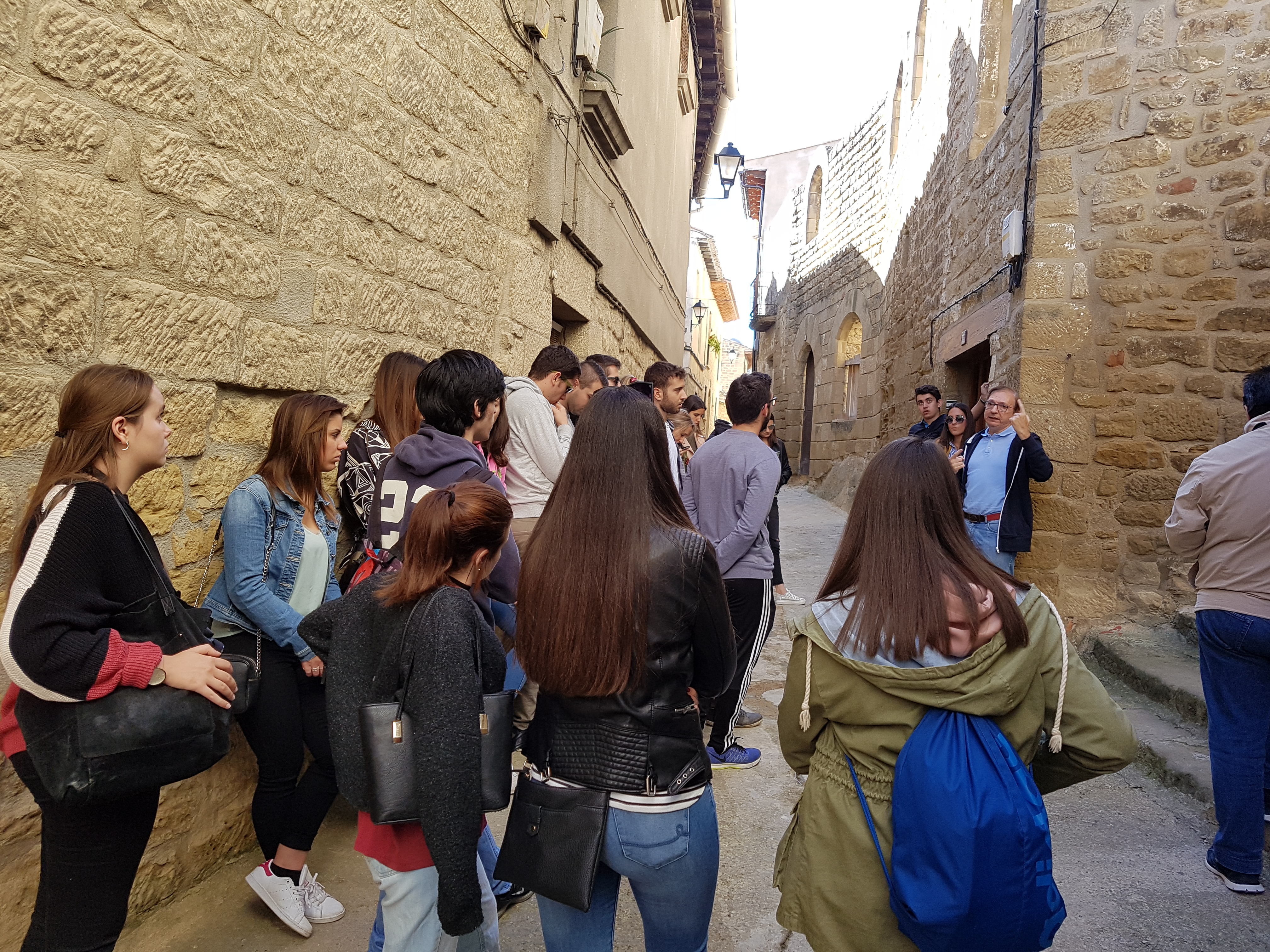
Visita a la judería de Uncastillo

- Plan Director de la Fortaleza de Uncastillo. Marca las líneas de actuación y los criterios a seguir en la restauración y gestión del castillo.
- Plan de Actuación del yacimiento de Los Bañales. Señala las actuaciones a realizar en el yacimiento de Los Bañales a los efectos de continuar con las investigaciones arqueológicas y generar actividades culturales y económicas.
- Colección de Arte Contemporáneo. Consecuencia de las diversas ediciones de EncuentrA, la Fundación dispone de un centenar de piezas artísticas con las que periódicamente realiza exposiciones públicas.
- Fotografías de la colección Jesús Fernández. Más de 400 placas de cristal con impresiones en negativo de instantáneas tomadas entre 1900 y 1930, que recogen imágenes de los monumentos, calles y gentes de Uncastillo y localidades próximas.
- Sociedad Limitada Proyectarte, creada en junio de 2004. Su objetivo es dar soporte de gestión a aquellas entidades públicas o privadas que requieran desarrollar proyectos relacionados con el patrimonio cultural.

## Publicaciones

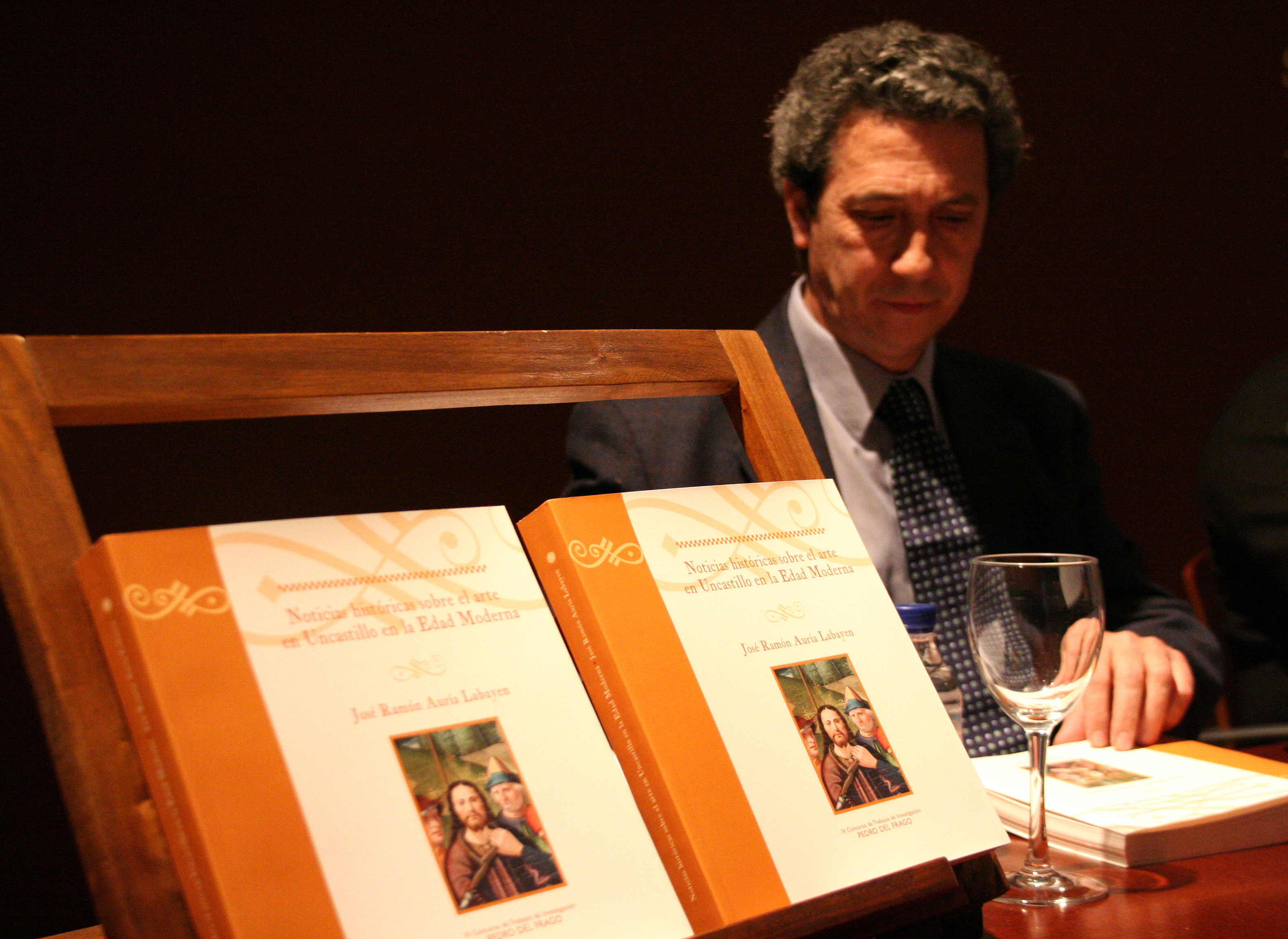
Concurso de trabajos de investigación "Pedro del Frago"

- La escultura románica de Santa María de Uncastillo, Laura Torralbo Salmón. Fundación Uncastillo, 2003.
- Una villa aragonesa en el siglo XVII. La organización municipal de Uncastillo, José Antonio Beguería y María Elena Fabón, Fundación Uncastillo, 2004
- Santa María de Sádaba. Un templo de arte y fe, Nuria Asín García, Fundación Uncastillo, 2005.
- Los judíos de Uncastillo en la Edad Media (siglos XI-XV), Miguel Ángel Motis Dolader, Fundación Uncastillo, 2007.
- Guía del Románico de las Cinco Villas, Pilar Giménez Aisa, Fundación Uncastillo, 2007.
- La escultura románica. Actas del Encuentro Transpirenaico sobre Patrimonio Histórico artístico, AAVV. Fundación Uncastillo 2007.
- Noticias históricas sobre el Arte en Uncastillo en la Edad Moderna. José Ramón Auría Labayen. Fundación Uncastillo, 2009
- Las cupae hispanas: origen, difusión, uso, tipología. coord. por Javier Andreu Pintado, Fundación Uncastillo, 2012.
- Oppida Labentia: transformaciones, cambios y alteración en las ciudades hispanas entre el siglo II y la tardoantigüedad, Javier Andreu Pintado (ed. lit.). Fundación Uncastillo, 2017.

## Enlaces
- Fundación Uncastillo
- Los Bañales
- Diputación de Zaragoza
- Ayuntamiento de Uncastillo
- Comarca de las Cinco Villas

- Datos: Q5871519